# Mer i mixt imperi
Segons el dret feudal, durant l'edat mitjana i fins a la fi de l'antic règim, la jurisdicció d'un lloc tenia dos graus: el mer imperi i el mixt imperi. Aquesta jurisdicció o capacitat d'administrar justícia requeia sempre en un noble.

## Definició
El mer imperi
El mer imperi era aquella jurisdicció criminal o poder per administrar la més alta justícia en un lloc. Tractava aquells casos considerats els més greus, com ara l'assassinat, els quals es castigaven amb la pena de mort, la mutilació de membres o el bandejament del lloc.
El mixt imperi
El mixt imperi, en canvi, era aquella jurisdicció civil o poder per administrar justícia en els casos comuns, de petita i mitjana importància com ara una baralla, els quals es castigaven normalment amb penes pecuniàries (multes).

## Complexitat d'aplicació
Tot i que sovint anaven aparellades, la jurisdicció d'un lloc no té res a veure amb la seva propietat privada. Per tant, es podia donar a vegades que el senyor d'un feu, que l'explotava econòmicament, no en tingués la capacitat d'administrar justícia perquè se l'hagués reservada el seu senyor feudal. També podia ser que aquest li hagués donat el mixt imperi per administrar justícia per les causes del dia a dia i que ell s'hagués reservat només el mer imperi pels crims més importants. Això provocava molt sovint situacions legals complicades, ja que un feu s'acostumava a infeudar repetidament a nobles inferiors creant tota una escala de propietaris.
A això cal sumar-hi que l'avanç de la senyorialització i la desintegració de la noció de poder públic (a Catalunya sobretot a partir de les revoltes senyorials del segle xi) el concepte de jurisdicció s'anà difuminant fins a confondre's amb el de propietat. L'aristocràcia guerrera va imposar per la força la seva autoritat a les poblacions per apropiar-se de les terres que governaven en nom del seu senyor, i també de l'administració de justícia, que lògicament va quedar devaluada sovint a la simple voluntat dels que tenien les armes.
Això va provocar la reacció del poder comtal (reial a partir d'Alfons el Cast) que al combatre les revoltes dels nobles estava defensant la seva sobirania sobre el país. A finals del segle xii reclamava l'existència d'unes regalies o drets exclusius del sobirà. I al s. XIII la monarquia catalana es va emparar precisament en els conceptes de mer imperi i mixt imperi que s'extreien del Codi de Justinià per reclamar l'exclusivitat dels seus jutges en els plets per crims de sang. L'objectiu era situar la justícia del rei com a pública, per damunt de la dels nobles que es volia considerar privada.
No obstant això, durant tota l'edat mitjana i l'antic règim en general fou habitual que en molts llocs (sobretot en pobles) no només el mixt imperi estigués en mans de la noblesa sinó també el mer imperi.